# Aeroportul Teniente Jorge Henrich Arauz
Aeroportul Teniente Jorge Henrich Arauz (IATA: TDD, ICAO: SLTR) este un aeroport din Trinidad, Cercado⁠(d), Beni, Bolivia ce deservește zona Trinidad.
Situat la o altitudine de 155 m, aeroportul dispune de o singură pistă.